# 11-й меридіан західної довготи
11-й меридіан західної довготи — лінія довготи, що лежить на 11 градусів західніше Гринвіцького меридіана. Вона проходить від Північного полюса через Північний Льодовитий океан, Атлантичний океан, Африку, Південний океан та Антарктиду до Південного полюса.
11-й меридіан західної довготи формує велике коло разом із 169-тим меридіаном східної довготи.

## Список географічних об'єктів, що перетинає 11° зх. д.
Починаючи на Північному полюсі та рухаючись до Південного полюса, 11-й меридіан західної довготи проходить через:
| Координати                                                 | Країна, територія або море | Примітки                                                        |
| ---------------------------------------------------------- | -------------------------- | --------------------------------------------------------------- |
| 90°0′ пн. ш. 11°0′ зх. д. / 90.000° пн. ш. 11.000° зх. д.  | Північний Льодовитий океан |                                                                 |
| 82°15′ пн. ш. 11°0′ зх. д. / 82.250° пн. ш. 11.000° зх. д. | Атлантичний океан          | Проходить східніше миса Нороструннінген[en], Гренландія         |
| 28°47′ пн. ш. 11°0′ зх. д. / 28.783° пн. ш. 11.000° зх. д. | Марокко                    |                                                                 |
| 27°40′ пн. ш. 11°0′ зх. д. / 27.667° пн. ш. 11.000° зх. д. | Західна Сахара             | Претендує Марокко та Сахарська Арабська Демократична Республіка |
| 26°0′ пн. ш. 11°0′ зх. д. / 26.000° пн. ш. 11.000° зх. д.  | Мавританія                 |                                                                 |
| 15°14′ пн. ш. 11°0′ зх. д. / 15.233° пн. ш. 11.000° зх. д. | Малі                       |                                                                 |
| 12°12′ пн. ш. 11°0′ зх. д. / 12.200° пн. ш. 11.000° зх. д. | Гвінея                     |                                                                 |
| 9°45′ пн. ш. 11°0′ зх. д. / 9.750° пн. ш. 11.000° зх. д.   | Сьєрра-Леоне               |                                                                 |
| 7°27′ пн. ш. 11°0′ зх. д. / 7.450° пн. ш. 11.000° зх. д.   | Ліберія                    |                                                                 |
| 6°33′ пн. ш. 11°0′ зх. д. / 6.550° пн. ш. 11.000° зх. д.   | Атлантичний океан          |                                                                 |
| 60°0′ пд. ш. 11°0′ зх. д. / 60.000° пд. ш. 11.000° зх. д.  | Південний океан            |                                                                 |
| 71°1′ пд. ш. 11°0′ зх. д. / 71.017° пд. ш. 11.000° зх. д.  | Антарктида                 | Проходить через Землю Королеви Мод (претендує Норвегія)         |